# خورشیدگرفتگی ۲۲ دسامبر ۱۸۸۹
خورشیدگرفتگی ۲۲ دسامبر ۱۸۸۹ (به انگلیسی: Solar eclipse of 22 December 1889) یک خورشیدگرفتگی از نوع خورشیدگرفتگی کلی بود. این خورشیدگرفتگی در تاریخ ۲۲ دسامبر ۱۸۸۹ روی داد که زمان اوج آن، ساعت ۱۲:۵۴:۱۵ به‌وقت ساعت هماهنگ جهانی بوده‌است. مدت‌زمان و طول این خورشیدگرفتگی ۰۴ دقیقه و ۱۸ ثانیه بود.